# Relaciones República Democrática del Congo-Venezuela
Las relaciones República Democrática del Congo-Venezuela se refieren a las relaciones internacionales que existen entre la República Democrática del Congo y Venezuela.

## Historia
El rey Leopoldo de Bélgica visitó Venezuela en 1954, durante la dictadura de Marcos Pérez Jiménez. El 7 de mayo Leopoldo donó al Museo de Ciencias Naturales de Caracas varios artefactos de valor antropológico procedentes del Congo Belga. Leopoldo afirmó que los objetos representaban el aprecio y la simpatía de Bélgica al gobierno venezolano por la ayuda que prestó a la expedición de exploración del territorio Amazonas en 1952. El director del museo, Josep María Cruxent, recibió la donación. En 1961 el embajador de Venezuela levantó una protesta en la Asamblea General de las Naciones Unidas por el asesinato del primer ministro Patrice Lumumba.
El 22 de febrero de 2018 el ministro de relaciones exteriores de Venezuela, Jorge Arreaza, visitó la República Democrática del Congo durante una gira oficial en la región y sostuvo una reunión con el presidente Joseph Kabila.
El 12 de octubre de 2021 el ministro de relaciones exteriores venezolano, Félix Plasencia, y el ministro de integración regional de la República Democrática del Congo, Didier Mazenga, mantuvieron una reunión bilateral después de participar en la reunión conmemorativa de Alto Nivel por el sexagésimo aniversario del Movimiento de Países No Alineados en Belgrado, Serbia.